# Jean Charles Grenier

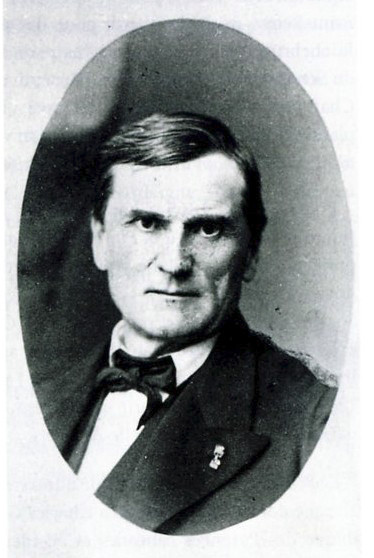
Charles Grenier

Jean Charles Grenier (1808 – 1875) è stato un botanico e zoologo francese.

## Alcune opere
- Flore de France. Con D.A. Godron. 3 vols. 1848-1856
- Flore de la châine jurassique. 3 vols. 1865-1875